# Euphorbia pantomalaca
Euphorbia pantomalaca là một loài thực vật có hoa trong họ Đại kích. Loài này được Standl. & Steyerm. mô tả khoa học đầu tiên năm 1944.